# Essex (Ontario)
Essex to miejscowość (ang. town) w Kanadzie, w prowincji Ontario, w hrabstwie Essex.
Powierzchnia Essex to 277,95 km².
Według danych spisu powszechnego z roku 2001 Essex liczy 20 085 mieszkańców (72,26 os./km²).